# Calendar Girl
『Calendar Girl』（カレンダーガール）は、中村あゆみ8枚目のスタジオ・アルバム。1991年8月21日発売。発売元は、マイカルハミングバード。

## 解説
初回盤は三方背BOX仕様、フォトブックレット封入。オリコンアルバムチャート1位を獲得。

## 収録曲
作詞・作曲 中村あゆみ（特記以外）
1. 太陽の光の中で（5:39）
  - 編曲 竹田元
2. HERO（4:34）
  - 編曲 鎌田ジョージ
  - 17枚目のシングル。ミズノ「SUPER STAR」CMソング
3. ビューティフル・ワールド（6:23）
  - 編曲 和田春彦
4. STAIRWAY TO HEAVEN（4:13）
  - 編曲 鎌田ジョージ
5. 風を感じて（6:01）
  - 編曲 鎌田ジョージ
  - 丸大食品「がんばれニッポン」CMソング
6. カレンダーガール（5:29）
  - 編曲 和田春彦
  - 日本テレビ系ドラマ「助教授一色麗子 法医学教室の女」主題歌
7. 愛のメロディ（3:56）
  - 編曲 鎌田ジョージ
8. 夏ですねぇ（4:26）
  - 編曲 和田春彦
9. KICK IN BACK（5:01）
  - 編曲 鎌田ジョージ
10. TELL ME WHY（3:09）
  - 作詞・作曲 中村あゆみ・鎌田ジョージ
11. MIDNIGHT HIGHWAY（5:36）
  - 編曲 鎌田ジョージ